# Gens Camilia
La gens Camilia fu un'antichissima famiglia patrizia, esistente già ai tempi di Romolo, e probabilmente inclusa nelle cento gentes originarie ricordate dallo storico Tito Livio. Secondo Theodor Mommsen l'antichità di questa famiglia si deduce dal fatto che essa diede il nome ad una delle tribù rustiche, l'omonima Tribù Camilia. Come è noto, le Tribù rustiche erano formate da Pagi siti su terreni che appartenevano ad antichissime famiglie Patrizie, delle quali presero il nome.

## Origine e territorio
La gens Camilia a sua volta avrebbe tratto il proprio nome dal collegio sacerdotale dei Camilli, istituito da Romolo. I Camilli erano giovani che assistevano i sacerdoti durante i sacrifici, e che dovevano essere liberi di nascita, impuberi e con i genitori viventi. Se ne dovrebbe dedurre che i membri della Gens furono protagonisti dei riti religiosi della Roma arcaica.
Poiché in epoca storica si trovano esponenti della Gens Camilia soltanto di ceto plebeo, il Mommsen ritiene che la famiglia patrizia originaria si fosse estinta precocemente, lasciando tuttavia il nome alla propria Tribù, divenuta nel 495 a.C. una delle prime 16 tribù rustiche.
Va precisato che i confini territoriali della Tribù Camilia andarono estendendosi progressivamente, seguendo di pari passo l'estensione della concessione della cittadinanza romana, dapprima alle popolazioni italiche, in seguito a quelle delle province; infatti in età Repubblicana e Imperiale furono iscritte alla Tribù Camilia diverse importanti città come Tivoli, Varia, Alba Longa, Lupiae, Ravenna,, Pisaurum e l'antica regione romana della Liguria (ad Alba Pompeia e Augusta Bagiennorum).